# Лунчен
Лунчен (спрощ.: 龙城区; піньїнь: Lóngchéng Qū) — район міського підпорядкування міського округу Чаоян, що в китайській провінції Ляонін.

## Адміністративний поділ
Район поділяється на 5 вуличних комітетів, 4 селища та 2 волості.